# Krishna Dev Mehra
Krishna Dev Mehra (Panjabi ਕ੍ਰਿਸ਼ਨ ਦੇਵ ਮਹਿਰਾ; * 1907 in Sarsa, Britisch-Indien; † 6. Februar 1995 in Bombay, Maharashtra) war ein indischer Filmregisseur des Panjabi- und des Hindi-Films.

## Leben
Krishna Dev Mehra stammt aus dem Dorf Sarsa im heute in Haryana gelegenen Distrikt Bhiwani. Er begann seine Arbeit in der Filmindustrie bei Roshan Lal Shoreys Filmgesellschaft Punjab Film Corporation in Lahore. Er zog 1933 nach Calcutta und war dort als technischer Berater tätig und am Drehbuch für Jyotiprasad Agarwalas assamesischem Film Joymati (1935) beteiligt. Sein Filmdebüt als Regisseur gab Mehra mit dem ersten Tonfilm auf Panjabi: Sheila – auch bekannt als Pind Di Kudi – (1935), mit dem auch die Filmkarriere der Darstellerin und Sängerin Noor Jehan begann. Der Film war eine Adaption von Lew Tolstois „Auferstehung“ und der erste große Erfolg des Panjabi-Kinos. Er entstand in Calcutta ebenso mit Unterstützung der Filmgesellschaft Madan Theatres wie der folgende Film Heer Syal.
Mehra zog nach der Teilung Indiens nach Bombay und arbeitete später für Baldev Raj Chopra B.R. Films.

## Filmografie
- 1935: Sheila (aka Pind Di Kudi)
- 1938: Heer Syal
- 1939: Surdas
- 1940: Mera Punjab
- 1944: Bhai
- 1950: Posti